# アントニオ・ジアンザンティ
アントニオ・ジアンザンティ (Antonio Giansanti-Coluzzi 1915年5月-2006)はイタリア出身のスイスの実業家である。

## 概要
1946年にフルグレックスを設立した。古くから日本のメーカーとの関係が深く、天賞堂、トビー、協同ライト商会、マイクロキャスト水野、コダマモデル、アスターホビーが製品を供給した。
模型に造詣の深い人物で世界有数の鉄道模型と自動車模型の収集家でもあった。鉄道模型のコレクションは1989年にオークションで400万ポンド以上で落札された。

## 文献
- Giansanti, Coluzzi (1982年11月1日). Trains On Avenue De Rumine. New Cavendish Books. ISBN 9780904568325.
- Giansanti, Coluzzi (1983年11月17日). Trains On Avenue De Rumine. Random House Value Publishing. ISBN 9780517551707.
- 山崎, 喜陽「模型車輛コレクションを訪ねて」『鉄道模型趣味』、機芸出版社、1972年5月号。
- とれいん (雑誌) (エリエイ). (1976年4月号).
- “B級コレクター道”. とれいん (雑誌) (エリエイ):  116. (2011年9月号).